# Oedt (Gemeinde Behamberg)
Oedt ist ein Ort im Mostviertel in Niederösterreich und gehört zur Gemeinde Behamberg im Bezirk Amstetten.

## Geographie
Der Ort Oedt befindet sich direkt östlich von Steyr, 2 Kilometer nordwestlich vom Ort Behamberg. Das Dorf liegt im voralpinen Riedelland oberhalb der Enns, zwischen dem unteren Ennstal und den Talungen des Pichlerbachs, einem kleinen Nebenbach der Erla zur Ybbs, auf um die 390 m ü. A. Höhe.
Der kleine Ort gehört zur Ortschaft und Katastralgemeinde Wanzenöd, aber zum Adressbereich Holz (das Dorf liegt südlich an der B122 hinter Wanzenödt), und umfasst etwa 15 Adressen.
| Weixelgarten | Mosing (Gem. Haidershofen)                  |                                          |
| Ramingdorf   | Kompassrose, die auf Nachbargemeinden zeigt | Tröstlberg (Gem. Haidershofen) Anetzberg |
| Heuberg      |                                             | Pühring                                  |

## Geschichte
Alte Schreibungen sind auch Eder, Öd/Oed, und noch älter Zobelsberg, die Ansiedlung ist schon 1024 mit 2 Häusern urkundlich.
Er gehörte zur Herrschaft Steyr. und findet sich um 1830 mit 8 Häusern und 43 Einwohnern genannt.

## Nachweise
1. ↑  So in der Josephinischen Landesaufnahme um 1780 (Alle Landesaufnahmen online auf Arcanum/Österreichisches Staatsarchiv: mapire.eu).
2. 1 2 3 4  Gerhard Flossmann (Hrsg.): Die mittelalterlichen Urbare des Benediktinerstiftes Seitenstetten 1292/98 und 1386/98. III. Teil, Reihe Österreichische Urbare 3/1/3, 1977, ISBN 978-3-7001-0231-1, Eder, S. 252 resp. Öd, S. 273.
3. 1 2 3  Franz [Xavier Joseph] Schweickhardt Ritter von Sickingen: Darstellung des Erzherzogthums Oesterreich unter der Ens. 10. Band, 2. Reihe Viertel Ober-Wienerwald, 1838, Oed, S. 115 f (Digitalisat, Google, vollständige Ansicht).